# Maria Ho
Maria Ho (n. 6 martie 1983, Taipei, Taiwan) este o jucătoare de poker și prezentatoare taiwanezo-americană. Este una dintre cele mai bine clasate jucătoare de poker din lume și face parte din Poker Hall of Fame⁠(d). Are peste 4.000.000 de dolari câștiguri în turnee live.
Are 63 de încasări în cadrul turneelor World Series of Poker⁠(d) (WSOP), la cinci dintre care s-a calificat la masa finală. De asemenea, are 13 încasări la World Poker Tour⁠(d), dintre care patru mese finale (inclusiv un titlu). În plus, a participat la numeroase mese finale din circuitul profesional de poker.
Pe lângă poker, participă și la emisiuni televizate, precum „American Idol”, „The Amazing Race⁠(d)” și „Deal or No Deal”.

## Viață timpurie
S-a născut într-o familie taiwaneză vorbitoare de mandarină. Familia sa s-a mutat lângă Los Angeles, în Arcadia, California⁠(d), pe când ea avea patru ani. Sora mai mare a Mariei, Judy Ho⁠(d), este o personalitate media și psihologă, gazdă a emisiunii „Face The Truth” de pe CBS.
Ho a început să joace poker când era la facultate. A fost atrasă de psihologia și spiritul competitiv al jocului și în curând a trecut de la partide cu prietenii amatori la jocuri cash în cazinourile indiene din apropiere. După ce a terminat Universitatea din San Diego, California în 2005, cu licență în comunicații și drept, a trecut la jocuri cash cu mize mari și a devenit încrezătoare că va deveni o jucătoare profesionistă de poker.

## Carieră

### World Series of Poker

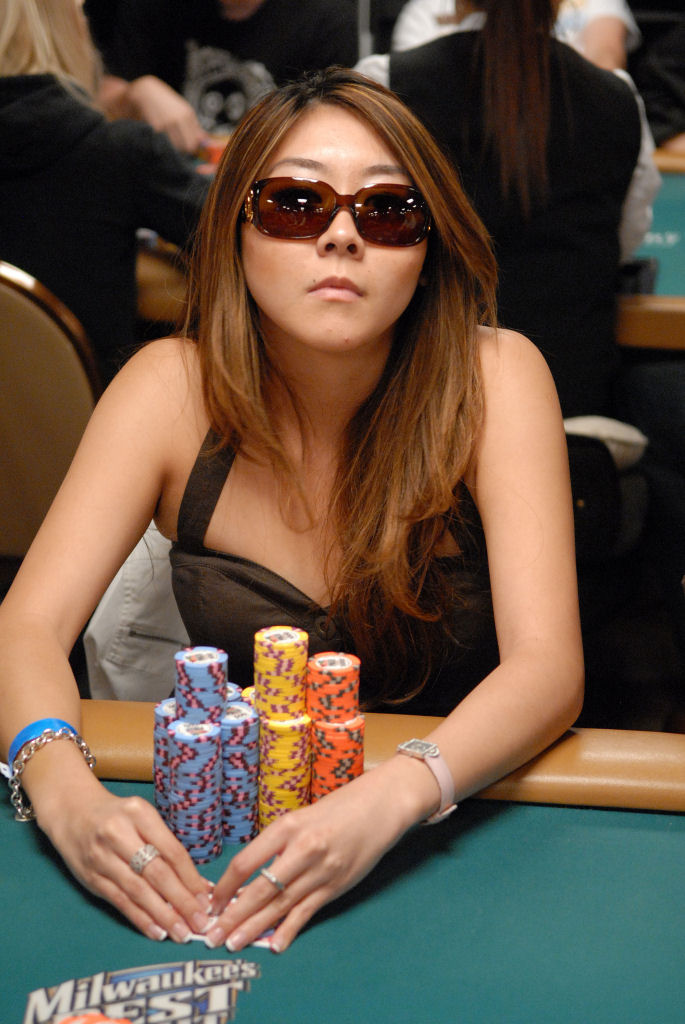
Maria Ho la World Series 2007

Prima reușită a lui Ho în circuitul profesional s-a produs la World Series of Poker 2007⁠(d), turneu la care a fost femeia cu cea mai bună clasare în Championship Event, plasându-se pe locul 38 din 6.358 de jucători și încasând 237.865 de dolari americani. În 2014 a devenit la fel ultima femeie rămasă în competiție, fiind eliminată pe locul 77 din 6.683 de jucători. A mai obținut locul 27 la 2011 World Series of Poker Europe (WSOPE) Main Event și o clasare pe locul 6 la masa finală a aceluiași turneu în 2017. Astfel, Ho este singura jucătoare care a deținut titlul „Last Woman Standing” de patru ori la WSOP și WSOPE.
La World Series of Poker 2012⁠(d), Ho a fost femeia cu cele mai multe încasări – șase la număr. Aceeași performanță a avut-o la WSOP 2014⁠(d), de data aceasta cu opt încasări.

### World Poker Tour
În martie 2019, pentru al doilea an consecutiv, s-a calificat la masa finală a LA Poker Classic, $25,000 High Roller, și a luat primul loc. În luna următoare, a ajuns la masa finală de șase jucători a show-ului televizat World Poker Tour Seminole Hard Rock Poker Showdown Main Event; aici s-a clasat pe locul 3 încasând 344.960 de dolari americani, ceea ce constituie a doua încasare ca mărime din cariera sa.

### Prezentatoare și comentatoare
Începând cu 2011, Ho este unul din purtătorii de cuvânt de onoare ai WinStar World Casino⁠(d).
În 2013, s-a alăturat sezonului 9 al Heartland Poker Tour⁠(d) în calitate de co-prezentator și comentator. Ea a fost prima femeie din istorie angajată la o emisiune televizată de poker în calitate de comentator. A rămas în această funcție timp de doi ani, ulterior devenind co-prezentatoare și comentatoare la „The Final Table” pe CBS Sports⁠(d).
A mai fost gazdă și comentatoare a seriei Amazon eSports Mobile Masters Invitational și a turneului Battle of Malta⁠(d), de asemenea a comentat, în pauză, împreună cu Kara Scott⁠(d) difuzarea pe ESPN a World Series of Poker⁠(d) Main Event, din 2017 până în 2019.
Ho mai comentează în pauze și partidele PokerGO în cadrul High Roller Triple Crown și World Series of Poker. În 2019, Ho a câștigat premiul „Broadcaster of the Year” oferit de Global Poker.
A contribuit la mai multe publicații tipărite și a scris un capitol din cartea Winning Women of Poker: Secret Strategies Revealed.

### Alte competiții
Ho a primit invitații pentru a juca diverse tipuri de jocuri din întreaga lume. În 2008, ea a călătorit în Hong Kong pentru a juca în World Mahjong Tour, concurând cu diverse celebrități din RPC și Taiwan și jucători profesioniști de mahjong⁠(d).
Doi ani consecutivi, ea a participat la Inaugural World Team Poker Invitational, fiind membră a echipei RPC. Echipa s-a clasat pe locul 1 în 2010.
În 2016, Ho a fost numită conducătoarea unei din cele 12 echipe din primul sezon al Global Poker League. În cadrul proiectului și-a antrenat echipa, în care, printre altele, l-a invitat pe actorul Aaron Paul⁠(d).

### Premii și recunoaștere
Printre premiile notabile obținute de Maria Ho se numără „Broadcaster of the Year” 2019 oferit de Global Poker; în anul următor a fost nominalizată la aceeași categorie. A fost inclusă în Women In Poker Hall of Fame în 2018. Trei ani consecutivi, a fost nominalizată la categoria „Jucătoarea de poker favorită” la premiile Reader's Choice ale revistei Bluff⁠(d). În sezoanele 9 și 10 ale World Poker Tour a fost desemnată ca unul din jucătorii „de urmărit” ("Ones to Watch") ai turneului.

## Viață privată
Într-un interviu acordat în aprilie 2020, Maria Ho a declarat că îi place să urmărească documentare pe Netflix precum Inside Bill's Brain⁠(d) despre Bill Gates, în timp ce emisiunile sale preferate sunt „The Voice” și „Survivor”.